# ریکوو
ریکوو (به لاتین: Říkov) یک منطقهٔ مسکونی در جمهوری چک است که در ناحیه ناخود واقع شده‌است. ریکوو ۲٫۴۷ کیلومتر مربع مساحت و ۲۰۵ نفر جمعیت دارد و ۲۷۴ متر بالاتر از سطح دریا واقع شده‌است.